# Acrochordonichthys chamaeleon
Acrochordonichthys chamaeleon е вид лъчеперка от семейство Akysidae. Видът е световно застрашен, със статут Уязвим.

## Разпространение
Разпространен е в Индонезия (Калимантан).